# Volta a Portugal de 1978
A 40ª edição da Volta a Portugal em Bicicleta ("Volta 78") decorreu entre os dias 6 e 20 de Agosto de 1978. Composta por 18 etapas e um prólogo, num total de 2.961,2 km.

## Equipas
Participaram 84 ciclistas de 14 equipas:
- Águias-Clok
- Almodôvar-Matimar & Campinense-Marina (as duas equipas correram juntas)
- Benfica
- Bombarral-Uniroyal
- Braga
- Caloi
- Coelima
- Coimbrões-Arbo
- Dramático de Rio Tinto-Lusotex
- Facar
- FC Porto
- Lousa-Trinaranjus
- Sangalhos-Órbita
- São Jorge-Daviga

## Etapas
| Nº        | Data         | Etapa                                                  | km  | Vencedor da etapa                  | Camisola amarela                |
| --------- | ------------ | ------------------------------------------------------ | --- | ---------------------------------- | ------------------------------- |
| Prólogo   | 6 de Agosto  | Espinho - Espinho (C/R individual)                     | 3,6 | Joaquim Andrade (Águias-Clok)      | Joaquim Andrade (Águias-Clok)   |
| 1ª etapa  | 7 de Agosto  | Espinho - Figueira da Foz                              | 118 | José Amaro (Benfica)               | Joaquim Andrade (Águias-Clok)   |
| 2ª etapa  | 7 de Agosto  | Figueira da Foz - Leiria                               | 68  | Manuel de Oliveira (Benfica)       | Manuel de Oliveira (Benfica)    |
| 3ª etapa  | 8 de Agosto  | Lisboa - Ferreira do Alentejo                          | 180 | Alexandre Ruas (Águias-Clok)       | Manuel de Oliveira (Benfica)    |
| 4ª etapa  | 9 de Agosto  | Ferreira do Alentejo - Loulé                           | 153 | Manuel Gomes (FC Porto)            | Manuel de Oliveira (Benfica)    |
| 5ª etapa  | 10 de Agosto | Almodôvar - Beja                                       | 60  | Alexandre Ruas (Águias-Clok)       | Manuel de Oliveira (Benfica)    |
| 6ª etapa  | 10 de Agosto | Beja - Évora                                           | 78  | José Lima (Caloi)                  | Manuel de Oliveira (Benfica)    |
| 7ª etapa  | 11 de Agosto | Évora - Castelo Branco                                 | 175 | João Lourenço (Caloi)              | Manuel de Oliveira (Benfica)    |
| 8ª etapa  | 12 de Agosto | Castelo Branco - Seia                                  | 125 | Belmiro Silva (Coimbrões-Arbo)     | Belmiro Silva (Coimbrões-Arbo)  |
| 9ª etapa  | 13 de Agosto | Seia - Sangalhos                                       | 122 | Alexandre Ruas (Águias-Clok)       | Alexandre Ruas (Águias-Clok)    |
| 10ª etapa | 13 de Agosto | Circuito da Mealhada                                   | 55  | Raul Terêncio (Bombarral-Uniroyal) | Alexandre Ruas (Águias-Clok)    |
| 11ª etapa | 15 de Agosto | Espinho - Guimarães                                    | 72  | João Sampaio (Coelima)             | Alexandre Ruas (Águias-Clok)    |
| 12ª etapa | 15 de Agosto | Circuito de Vila do Conde                              | 55  | Alexandre Ruas (Águias-Clok)       | Alexandre Ruas (Águias-Clok)    |
| 13ª etapa | 16 de Agosto | Guimarães - Mondim de Basto (Alto da Senhora da Graça) | 114 | João Costa (Campinense-Marina)     | Belmiro Silva (Coimbrões-Arbo)1 |
| 14ª etapa | 17 de Agosto | Mondim de Basto - Macedo de Cavaleiros                 | 133 | Alexandre Ruas (Águias-Clok)       | Belmiro Silva (Coimbrões-Arbo)1 |
| 15ª etapa | 18 de Agosto | Macedo de Cavaleiros - Guarda                          | 160 | Fernando Mendes (FC Porto)         | Fernando Mendes (FC Porto)      |
| 16ª etapa | 19 de Agosto | Guarda - Mangualde                                     | 94  | Alfredo Gouveia (Águias-Clok)      | Fernando Mendes (FC Porto)      |
| 17ª etapa | 20 de Agosto | Mangualde - Aveiro                                     | 110 | Alfredo Gouveia (Águias-Clok)      | Fernando Mendes (FC Porto)      |
| 18ª etapa | 20 de Agosto | Águeda - Águeda (C/R individual)                       | 30  | Belmiro Silva (Coimbrões-Arbo)     | Fernando Mendes (FC Porto)      |

1 ex-aequo com Armindo Lúcio (Lousa-Trinaranjus).

## Classificações Finais

### Geral individual
| Lugar | Nome                 | Nacionalidade | Equipa             | Tempo       |
| DSQ   | Fernando Mendes      | Portugal      | FC Porto           | 57h 48' 25" |
| 01º   | Belmiro Silva        | Portugal      | Coimbrões-Arbo     | 57h 52' 32" |
| 02º   | Armindo Lúcio        | Portugal      | Lousa-Trinaranjus  | + 37"       |
| 03º   | Luís Teixeira        | Portugal      | Coelima            | + 1' 37"    |
| 04º   | Alexandre Ruas       | Portugal      | Águias-Clok        | + 3' 00"    |
| DSQ   | Américo Silva        | Portugal      | Braga              | + 3' 27"    |
| 05º   | Firmino Bernardino   | Portugal      | Lousa-Trinaranjus  | + 3' 57"    |
| 06º   | Adelino Teixeira     | Portugal      | Lousa-Trinaranjus  | + 5' 16"    |
| 07º   | João Costa           | Portugal      | Campinense-Marina  | + 6' 10"    |
| 08º   | Manuel de Oliveira   | Portugal      | Benfica            | + 7' 04"    |
| 09º   | Joaquim Sousa Santos | Portugal      | Bombarral-Uniroyal | + 8' 00"    |
| 10º   | José Sousa Santos    | Portugal      | Bombarral-Uniroyal | + 8' 06"    |

A Volta a Portugal de 1978 foi vencida por Belmiro Silva da equipa Coimbrões-Arbo, devido a incumprimento do regulamento na análise anti-doping de Fernando Mendes e sua consequente desclassificação. Américo Silva também seria desclassificado, por controlo anti-doping positivo.

### Equipas
| Lugar | Equipa            | Tempo        |
| 1º    | Lousa-Trinaranjus | 173h 39' 44" |
| 2º    | FC Porto          | + 13' 43"    |
| 3º    | Águias-Clok       | + 15' 06"    |

### Pontos
| Lugar | Ciclista        | Equipa      | Pontos |
| 1º    | Alexandre Ruas  | Águias-Clok | 78     |
| DSQ   | Fernando Mendes | FC Porto    | 35     |
| 2º    | José Amaro      | Benfica     | 35     |
| 3º    | Alfredo Gouveia | Águias-Clok | 29     |

### Montanha
| Lugar | Ciclista           | Equipa            | Pontos |
| 1º    | Firmino Bernardino | Lousa-Trinaranjus | 72     |
| 2º    | Luís Teixeira      | Coelima           | 52     |
| DSQ   | Fernando Mendes    | FC Porto          | 48     |
| 3º    | João Costa         | Campinense-Marina | 37     |

### Combinado
1º Lugar - Fernando Mendes (FC Porto), 6 pontos Firmino Bernardino (Lousa-Trinaranjus), 13 pontos.